# El Jerezano
Pour les articles homonymes, voir Jerezano.
Manuel Lara Reyes dit « El Jerezano », né à Jerez de la Frontera (Espagne, province de Cadix) le 8 décembre 1867, mort à Veracruz (Mexique, État de Veracruz) le 7 octobre 1912, était un matador espagnol.

## Présentation
Il se présente à Madrid comme novillero le 15 août 1891 en compagnie de « El Toledano » face à des novillos des ganaderías de Medrano et de Udaeta. Il prend l’alternative à Barcelone (Espagne) le 29 octobre 1899 avec comme parrain son oncle « Chicorro » et comme témoin « Parrao » face à des taureaux de la ganadería de don Filiberto Mira. Il la confirme à Madrid le 18 mars  1900 avec comme parrain « Quinito » face à des taureaux de la ganadería de Arribas Hermanos.
Le 6 octobre 1912, dans les arènes mexicaines de Veracruz, il est gravement blessé par un taureau de la ganadería de Nopalapán. Il meurt le lendemain victime d’une péritonite.